# Municipalità Chirignago-Zelarino
Municipalità Chirignago-Zelarino bezeichnet einen Stadtbezirk der Stadt Venedig. Er ist einer von sechs sogenannten Municipalità, in die das Gemeindegebiet von Venedig aufgeteilt ist. Der Stadtbezirk hat zwei Verwaltungssitze, einen im Stadtteil Chirignago und einen im Stadtteil Zelarino.

## Lage und Ausdehnung
Der Stadtbezirk Chirignago-Zelarino umfasst den nordwestlichen Teil der vier auf der Terraferma liegenden Stadtteile von Venedig. Er ist mit einer Fläche von 26,10 km² nach dem Stadtbezirk Mestre-Carpenedo der zweitkleinste Bezirk von Venedig. Seine Fläche macht 6,3 % an der Gesamtfläche von Venedig und 20,1 % an der Festlandfläche des Stadtgebietes aus.
Der Bezirk grenzt im Norden an die Gemeinden Scorzè und Mogliano Veneto in der Provinz Treviso und im Westen an die Gemeinden Martellago und Spinea. Im Süden bildet die Bahnstrecke Mailand–Venedig die Grenze zum Stadtbezirk Marghera, im Osten die Bahnstrecke Venedig–Udine zum Stadtbezirk Mestre-Carpenedo.

## Bevölkerung
Zum 31. Dezember 2024 zählte der Bezirk 39.224 Einwohner und war damit nach dem Bezirk Mestre-Carpenedo der zweitbevölkerungsstärkste Stadtbezirk Venedigs auf dem Festland. Er weist mit einer Bevölkerungsdichte von 1503 Einwohnern je km² die zweitgrößte Bevölkerungsdichte aller Stadtbezirke in Venedig auf. Die Bevölkerung verteilt sich dabei auf mehrere Stadtteile des Bezirks. Der bevölkerungsreichste ist der Stadtteil ist Chirignago mit 7230 Einwohnern, gefolgt von Gazzera mit 5742 und Zelarino mit 5092 Einwohnern.

## Stadtteile
Zum Stadtbezirk Chirignago-Zelarino gehören die folgenden sieben Stadtteile mit über 1000 Einwohnern sowie mehrere kleinere Stadtviertel:
- Asseggiano
- Chirignago
- Cipressina
- Gazzera
- Santa Barbara
- Trivignano
- Zelarino

## Geschichte
Der Stadtbezirk entstand im Zuge eines am 7. Februar 2005 unter dem Vorsitz von Bürgermeister Paolo Costa verabschiedeten Gemeinderatsbeschlusses, der am 21. April 2005 in Kraft trat. Er umfasst die seit 1997 bestandenen Stadtviertel 11 (Cipressina-Zelarino-Trivignano) und 12 (Chirignago-Gazzera).

## Verwaltung
Dem Stadtbezirk stehen ein Präsident, eine vierköpfige Bezirksregierung und ein Bezirksrat mit 18 Bezirksräten vor. Die Bezirksregierung wird vom Präsidenten ernannt. Die Wahlen zum Bezirksrat finden parallel zur Wahl des Bürgermeisters von Venedig und des Stadtrates statt. Vier ständige Bezirkratsausschüsse untersuchen und vertiefen Themen und Beratungsvorschläge, die in die Zuständigkeit des Rates fallen. In den Ratsausschüssen sind alle im Rat vertretenen Fraktionen vertreten. Sie bleiben nach ihrer Einrichtung bis zur Auflösung des Bezirksrats im Amt.